# Notocera alataruna
Notocera alataruna är en insektsart som beskrevs av Goding. Notocera alataruna ingår i släktet Notocera och familjen hornstritar. Inga underarter finns listade i Catalogue of Life.